# Phong trung kỳ duyên
Phong trung kỳ duyên (tiếng Trung: 风中奇缘), tên trước là "Đại mạc dao" (大漠谣), "Tinh nguyệt truyền kỳ (星月传奇) là một phim truyền hình cổ trang Trung Quốc, cải biên từ tiểu thuyết ngôn tình "Đại mạc dao" của Đồng Hoa.
"Đại Mạc Dao" chính thức bấm máy vào 8 tháng 3 năm 2012 và hoàn tất ghi hình trong năm. Phim do công ty Điện ảnh Thượng Hải Đường Nhân sản xuất. 
Trong liên hoan phim truyền hình Thượng Hải vào tháng 6 năm 2013, Thái Nghệ Nông đã chính thức thừa nhận tương lai vô vọng của bộ phim khi họ gặp trục trặc về vấn để kiểm duyệt phim trong khâu phát hành. Bộ phim bị dính nghi án cung cấp sai lệch thông tin của lịch sử và một số vấn đề pháp lý nên đã bị trì hoãn trong một thời gian khá dài.
Bộ phim sau đó đã nhanh chóng thay đổi một số nội dung gốc để có thể "lách luật" và đưa phim lên màn ảnh truyền hình bằng cách thay đổi không chỉ tựa phim mà còn cả tên và bối cảnh của các nhân vật trong phim. Thời đại trong phim cũng được xem xét thay đổi cho phù hợp. "Đại Mạc Dao" chính thức thay da đổi thịt hoàn toàn với cái tên mới là "Tinh Nguyệt Truyền Kỳ" (星月传奇), trọn bộ 35 tập. Việc phát hành phim được hợp thức hoá với đơn vị trình duyệt mới là Thượng Hải Thượng Thế ảnh nghiệp (thay vì Thượng Hải Đường Nhân) và phim được bấm máy tháng 8 năm 2013, đóng máy tháng 8 năm 2014 thay vì thông tin ở trên.

## Thành phần diễn viên
| Diễn viên         | Vai                          | Nguyên tác              | Giới thiệu nhân vật |
| Lưu Thi Thi       | Cẩn Du/Tân Nguyệt            | Ngọc Cẩn/Kim Ngọc       | Lớn lên trong sa mạc, do bầy sói nuôi dưỡng, nhờ cứu Thái phó của Thái tử Kiệt tộc nên được mang về nuôi dưỡng, nhận làm con gái. Vì chính biến nên quay về với bầy sói, sau trở thành phường chủ của Lạc Ngọc phường tại thành Kiến An. |
| Bành Vu Yến       | Vệ Vô Kị                     | Hoắc Khứ Bệnh           | Đại tướng quân, cháu của Hoàng hậu. Được Tân Nguyệt cứu mạng trong sa mạc, yêu Tân Nguyệt. |
| Hồ Ca             | Mạc Tuần                     | Mạnh Tây Mạc (Mạnh Cửu) | Cửu gia, chủ nhân của Thạch phảng, có y thuật cao siêu. Nhờ bị Tân Nguyệt cướp trong sa mạc mà quen biết, yêu Tân Nguyệt. |
| Trần Pháp Lạp     | Tần Tương                    | Lý Nghiên               | Em gái của Tần Nguyên Kì, vì báo thù mà nhờ Tân Nguyệt giúp mình tiến cung, sau trở thành Tương phu nhân của Hoàng thượng, đối đầu với Tân Nguyệt. Yêu Lý Cát.                                                                           |
| Tần Hạo           | Hồ Vĩ Lập                    | Y Trĩ Tà thiền vu       | Đứng đầu Yết tộc, người Tân Nguyệt ngưỡng mộ khi nhỏ. Yêu Tân Nguyệt sâu sắc. |
| Hàn Đống          | Lý Cát                       | Lý Cảm                  | Đại tướng quân, bạn của Vô Kị, yêu Tần Tương. |
| Thạch Tiểu Quần   | Chiêu Dương trưởng công chúa | Bình Dương Công chúa    | Trưởng công chúa, chị gái của Hoàng thượng, cữu mẫu của Vô Kị. Âm hiểm, nhiều mưu mô. |
| Điền Nhị Ni       | Hồng Cô                      | Hồng Cô                 | Phụ trách Lạc Ngọc phường, bạn tốt của Tân Nguyệt. |
| Trương Khả Di     | Vạn Tử Khâm                  | Vệ Tử Phu               | Hoàng hậu, dì của Vô Kị. Tâm tư sâu xa, khó lường. |
| Lã Lương          | Triệu Trinh                  | Lưu Triệt               | Hoàng thượng |
| Ngô Trác Hàn      | Vạn Khiêm                    | Vệ Thanh                | Đại tướng quân, em của Vạn Tử Khâm, chồng của Chiêu Dương công chúa. Quang minh lỗi lạc, tin tưởng và yêu thương Vô Kị như con ruột. |
| Thái Nhã Đồng     | Mạo Vân Châu                 | Mục Đạt Đóa             | Bạn thời nhỏ của Tân Nguyệt, vương phi của Hồ Vĩ Lập |
| Trương Tường      | Tần Nguyên Kì                | Lý Diên Niên            | Anh cả của Tần Tương, nhạc sư tại Lạc Ngọc phường. Hiền lành, yêu Đinh Linh. |
| Tần Dũng          | Tần Nguyên Siêu              | Lý Quảng Lợi            | Anh trai của Tần Tương. Bốc đồng, ngu ngốc. |
| Ngô Ánh           | Vệ Phu Nhân                  | Vệ Thiếu Nhi            | Mẹ của Vệ Vô Kị |
| Lưu Suất Lương    | Vạn Ngang                    | Vệ Kháng                | Con trai của Vạn Khiêm, ngang ngược, háo thắng và bất tài, ganh ghét Vô Kị |
| Từ Táp            | Đinh Linh                    | Phương Như              | Người bạn đầu tiên của Tân Nguyệt ở Lạc Ngọc phường. Vợ của Tần Nguyên Kì. |
| La Mễ             | Tâm Nghiễn                   | Tâm Nghiễn              | Tì nữ của Tân Nguyệt |
| Địch Lệ Nhiệt Ba  | Li Cơ                        | Duy Cơ                  | Vũ nữ ngoại tộc |
| Trần Húc Minh     | Lý Đạt                       | Lý Quảng                | Tướng quân, cha của Lý Cát |
| Nguyễn Vĩ Tinh    | Hắc Thạch                    | Kim Nhật Đê             | Bạn thời nhỏ của Tân Nguyệt, thất lạc trong chính biến. Sau gặp lại Tân Nguyệt, thân thiết với Vô Kị |
| Vương Xuân Nguyên |                              | Thạch Cẩn Ngôn          | |
| Vương Phong       |                              | Thạch Thận Hành         | |
| Lý Vĩ Thỉnh       |                              | Thạch Phong/Lục Phong   | Cẩu Oa Tử, đệ tử của Mạc Tuần |
| Đặng Lập Dân      |                              | Thạch bá                | Quản gia của Thạch phủ |
| Chu Ngạn Trình    | Trần Nhạn Quang              | Trần An Khang           | |
| Trương Chiên      | Triệu Mạnh Sơn               | Triệu Phá Nô            | |
| Cường Vũ          | Mộ Dung Phong                | Ư Thiền                 | Vương tử Kiệt tộc, bạn thời nhỏ của Tân Nguyệt |
| Triệu Văn Hạo     | Lý Thành                     | Lý Thành                | Binh sĩ dưới quyền Vệ Vô Kị |

## Cốt truyện
Chuyện bắt đầu từ lúc Thái phó của Yết tộc (羯族) tộc gặp nạn trên sa mạc Qua Bích (sa mạc Gobi) và được một "cô bé sói" cứu mạng. Cô bé mồ côi cha mẹ, không biết thân phận, tên tuổi, không biết nói tiếng người, được sói nuôi dưỡng, lớn lên giữa bầy sói và có tính hoang của loài dã thú. Sau khi được cứu sống, ông đem cô bé về Yết tộc nuôi dưỡng và thuần tánh cô trờ lại thành một con người. Cô bé được đặt tên là Ngọc Cẩn. Ngọc Cẩn được "a cha" (một cách gọi cha khác) thương yêu nuôi dưỡng, không chỉ dạy ăn nói, lễ nghĩa mà còn dạy đọc sách, viết chữ. Ông xem cô thực như con gái của chính mình, hết lòng dưỡng dục chăm sóc. A cha của Ngọc Cẩn gốc là người Hán nên từ nhỏ đã dạy cho cô kiến thức của người Hán, mong muốn một ngày mang cô trở lại Hán triều, về Trường An (thành Kiến An).
Ngọc Cẩn sống hạnh phúc cùng cha một khoản thời gian và có một ký ức đẹp với Tả Cốc Lễ vương gia Hồ Vĩ Lập của Yết tộc, thái tử Yết tộc là Vu Đan cùng với Kim Nhật Đê, Mục Đạt Đoá. Nhưng đời người mộng không dài, Yết tộc chính biến, thái tử Vu Đan bị truy sát, a cha của Ngọc Cẩn tự sát khiến cho cô phải mang nỗi lòng bi đát lưu lạc tha hương, lại trở về với bầy sói trong hoang mạc.Thời gian sống trong hoang mạc, Ngọc Cẩn trải qua hai cuộc gặp gỡ định mệnh mà không hề biết rằng hai chàng trai này sẽ là người thay đổi vận mệnh của cô. Người thứ nhất là Mạnh Tây Mạc. Là người thống lĩnh Thạch Phảng, một trong những thế lực kinh doanh lớn nhất nhì Trường An và cả Tây Vực trong nhiều lĩnh vực. Người thứ hai là Vệ Vô Kỵ, là một đại tướng quân tài giỏi nhưng lạnh lùng và ngạo mạn, cháu của hoàng hậu. Ngọc Cẩn đến Trường An thì bị lừa vào Lạc Ngọc Phường, phường ca múa của Hồng Cô. Tại đây, cô được đào tạo để trở thành một ca kỹ danh tiếng. Nhưng không bao lâu sau, Cửu gia (Mạnh Tây Mạc) tìm đến cô, cô mới bất ngờ phát hiện phường ca múa cô vẫn ẩn thân bấy lâu nay vốn là một trong những kinh doanh của Thạch phảng. Ngọc Cẩn (bây giờ đã đổi tên thành Tân Nguyệt) quyết định giúp Cửu gia quản lý Lạc Ngọc phường.
Trong thời gian này, cô gặp lại Vệ Vô Kỵ. Tân Nguyệt lại gặp được Tần Tương, một giai nhân khuynh nước khuynh thành có một thân thế đáng kinh ngạc. Cô ấy có một mối thù sâu đậm với Hán triều nên đã nhờ Tân Nguyệt tìm đường cho cô ta bước vào hoàng cung. Tân Nguyệt đã chấp nhận yêu cầu của Tần Tương và hiến cô ấy cho BÌnh Dương Công chúa. Tần Tương được khiêu vũ trong yến tiệc của hoàng thượng và được triệu vào cung rồi phong phi sau đó không lâu. Vệ Vô Kỵ đem lòng yêu Tân Nguyệt, nhưng cô lại trao tình cảm của mình cho Cửu gia, người chẳng bao giờ đáp lại. Cô dùng mọi cách nói lòng mình nhưng Cửu gia vẫn một mực cự tuyệt cô khiến cô đau khổ. Mất lòng tin vào tình yêu, Tân Nguyệt rời bỏ Trường An để về bên bầy sói. Không ngờ trên đường đi, cô gặp lại Vệ Vô Kỵ và bị anh bắt về quân doanh. Tân Nguyệt đã cùng Vệ Vô Kỵ trải qua biết bao nhiêu sinh tử, phân ly. Cô giúp anh không ít trong việc hành quân đánh Yết tộc và cũng bao phen cứu anh khỏi thảm hiểm. Vệ Vô Kỵ dù biết tình cảm của Tân Nguyệt với Cửu gia nhưng vẫn hết lòng yêu thương bảo bọc cô khiến cô cảm động. 
Cuối cùng, Vệ Vô Kỵ cầu hôn cô và cô đồng ý, Tân Nguyệt đưa Vệ Vô Kỵ về thăm mộ cha và rồi họ vô tình đụng độ với đám người Hồ Vĩ Lập. Họ cùng chạy trốn và Hồ Vĩ Lập đã phát hiện ra thân phận của Tân Nguyệt và Vệ Vô Kỵ. Để bảo vệ Vệ Vô Kỵ, Tân Nguyệt cự tuyệt Hồ Vĩ Lập và bắn bị thương cô bạn thanh mai là Mục Đạt Đoá. Sau bao gian khổ, họ lại cùng nhau về Trường An.
Tân Nguyệt không ngờ trong bao nhiêu ngày lưu lạc, Cửu gia tìm cô và một lòng muốn phục hợp với cô. Nhưng bây giờ, cô đã chọn ở bên Vệ Vô Kỵ. Vệ Vô Kỵ vì cô mà cự tuyệt hoàng thượng ban hôn, một mực quyết tâm không lập gia thất. Hoàng thượng vì những chiến công anh lập trên chiến trường mà mắt nhắm mắt mở. Nhưng Tần Tương lại vì con mình là hoàng tử Lưu Bác, tranh giành hoàng vị với nhà họ Vệ của hoàng hậu nên đã không ít lần gây khó khăn cho Tân Nguyệt và Vệ Vô Kỵ.